# Perforatella bidentata
Perforatella bidentata е вид коремоного от семейство Hygromiidae.

## Разпространение
Видът е разпространен в Австрия, Германия, Дания, Естония, Латвия, Литва, Молдова, Полша, Румъния, Русия (Калининград), Словакия, Словения, Украйна, Унгария, Финландия, Чехия и Швеция.